# Hnappadalur
Koordinaten: 64° 50′ N, 22° 21′ W

Blick vom Eldborg-Krater zum Gebirgszug der Ljósufjöll

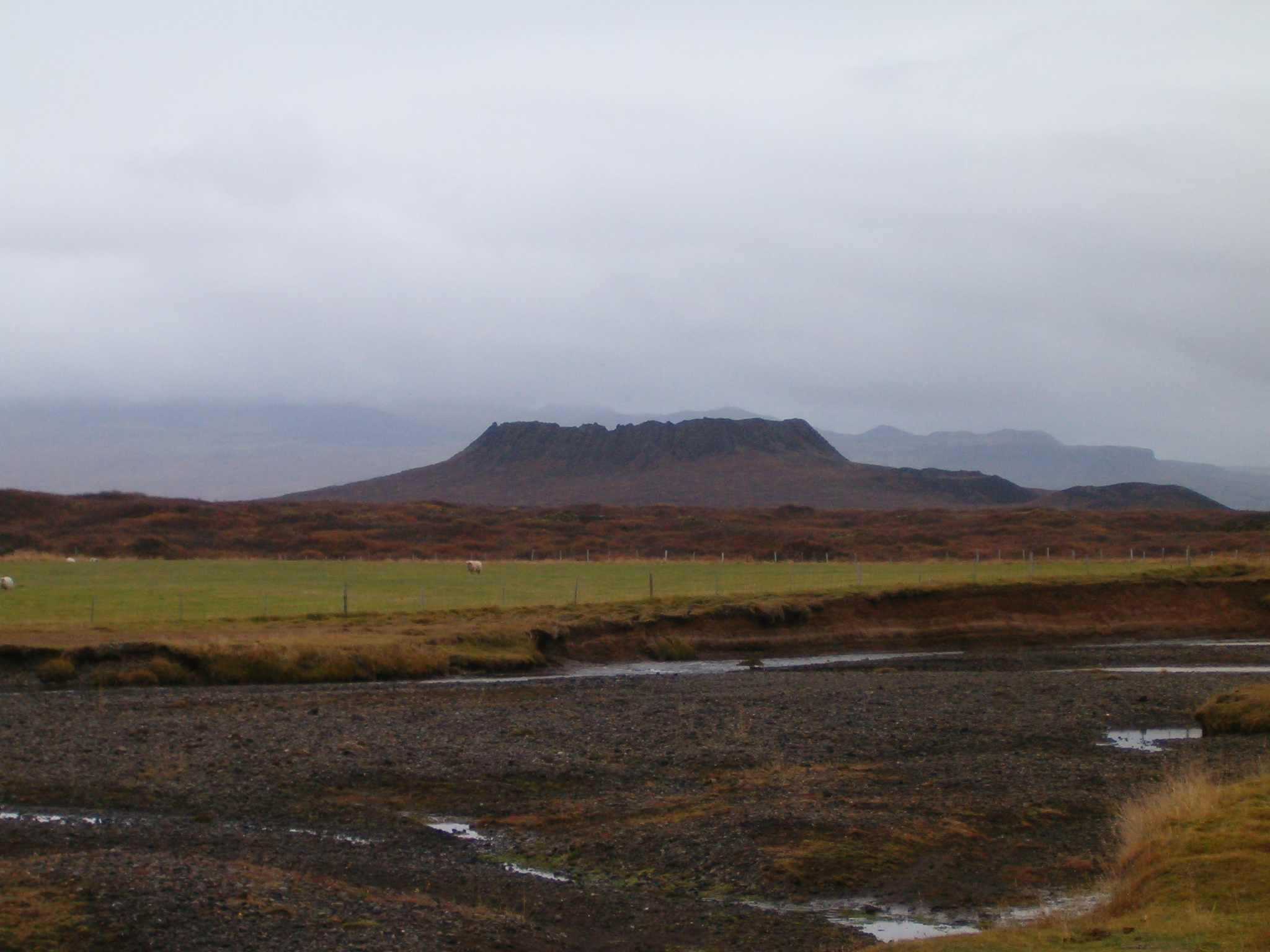
Eldborg im Hnappadal

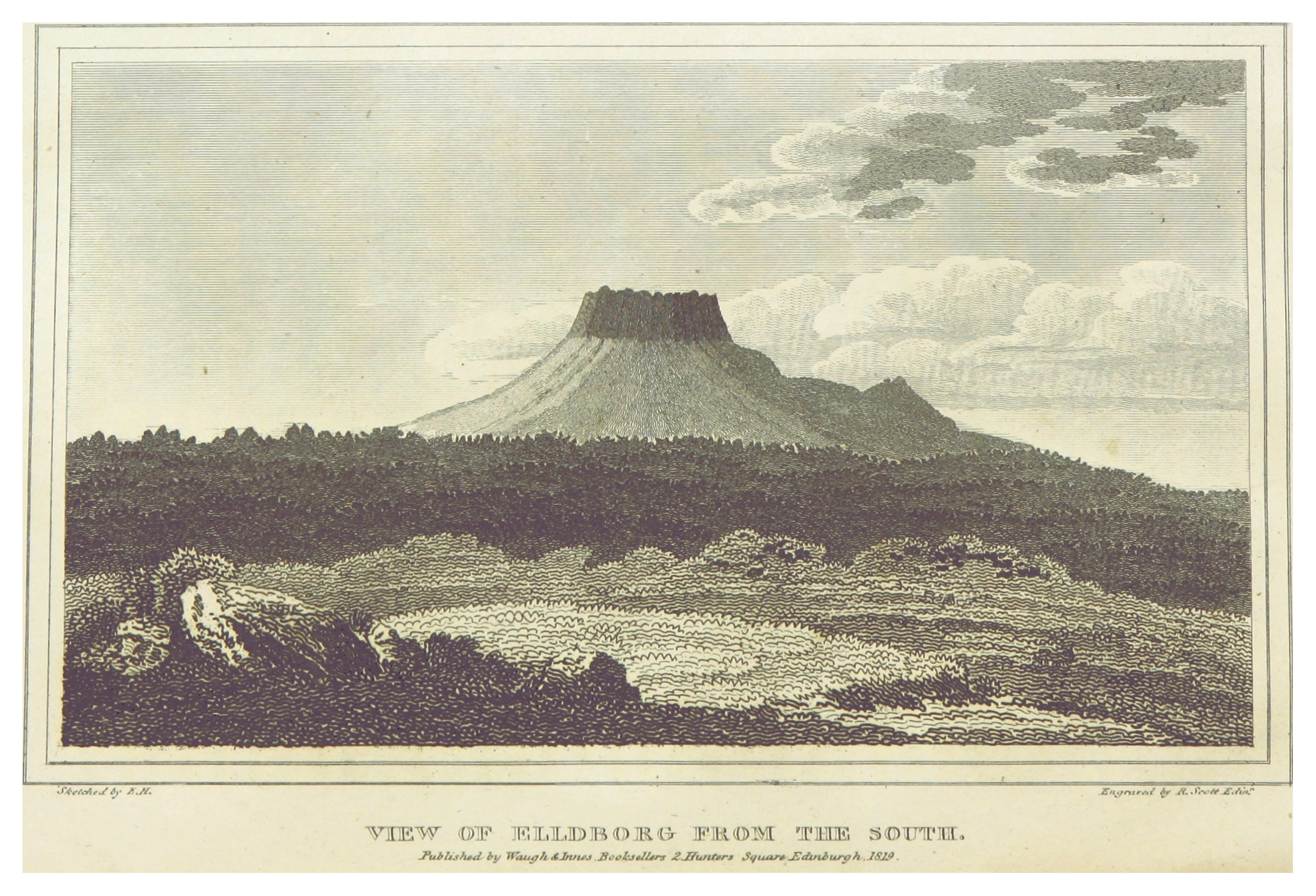
Darstellung von 1814/15

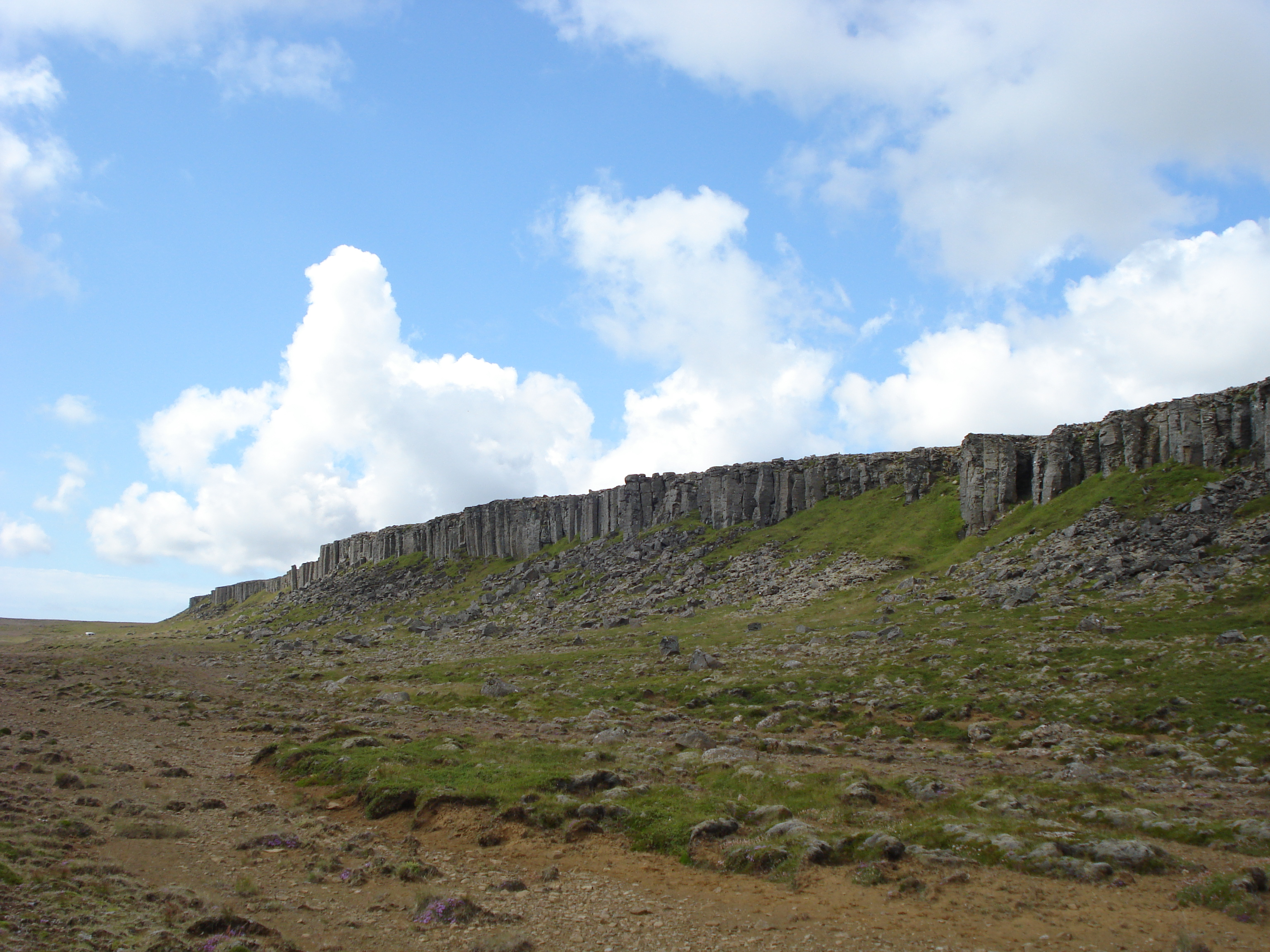
Lavasäulen in Gerðuberg

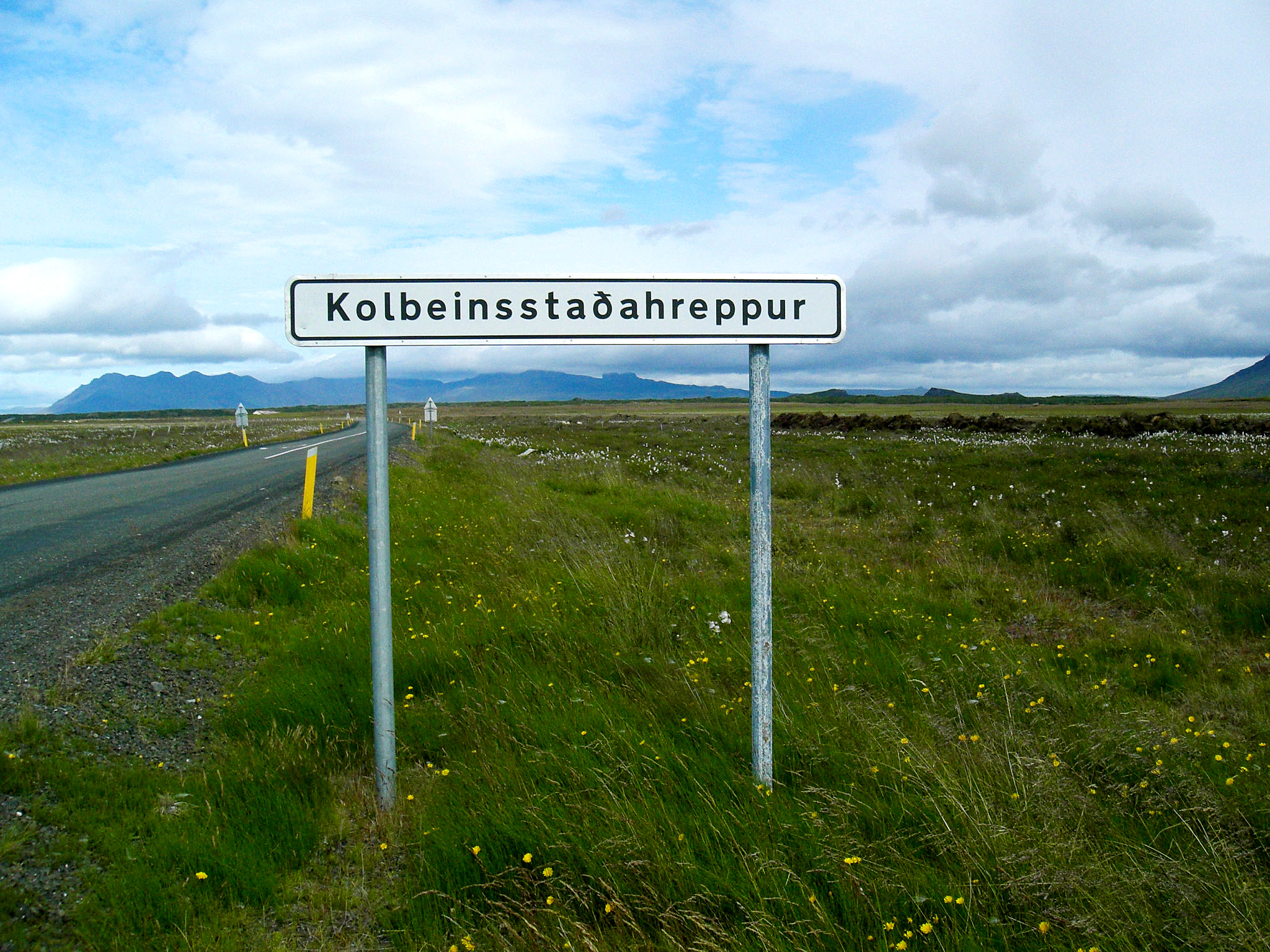
Am Eingang des Hnappadalur: Gemeindegrenze des Kolbeinsstaðahreppur, re. der Krater Barnaborg

Das Hnappadalur ist ein Tal  mit vulkanischen Erscheinungsformen im Westen von Island. 

## Geografie
Das schüsselförmige Tal liegt im Süden der Halbinsel Snæfellsnes und zu Füßen des Zentralvulkans der Ljósufjöll. Es befindet sich im Nordwesten des Gemeindegebiets von Borgarbyggð. Nördlich des Tals liegen die beiden Seen Oddastaðavatn und Hlíðarvatn, östlich der See Hítarvatn. 
Die Landschaft wurde geprägt durch die Gletscher der Eiszeit und die Vulkanausbrüche des Systems der Ljósufjöll.
Die ältesten Gesteinsschichten datieren in die Zeit vor ca. 7–10 Millionen Jahren zurück. Es lagen immer wieder Eiszeitgletscher über der Gegend. Diese wichen vor dem Meer zurück, so dass das Tal zeitweise ein Fjord war. Später verlandete dieser.
Das Vulkansystem der Ljósufjöll prägte die Gegend entscheidend mit. In dem Tal befinden sich insgesamt ungewöhnlich viele Vulkankrater. Im Zentralvulkan der Ljósufjöll selbst findet sich Rhyolith, ansonsten Basalt-Gestein.
Der Fluss Haffjarðará durchquert das Tal von Nordosten nach Südwesten. Er ist einer der bekannteren Lachsflüsse von Island.

### Eldborg í Hnappadal

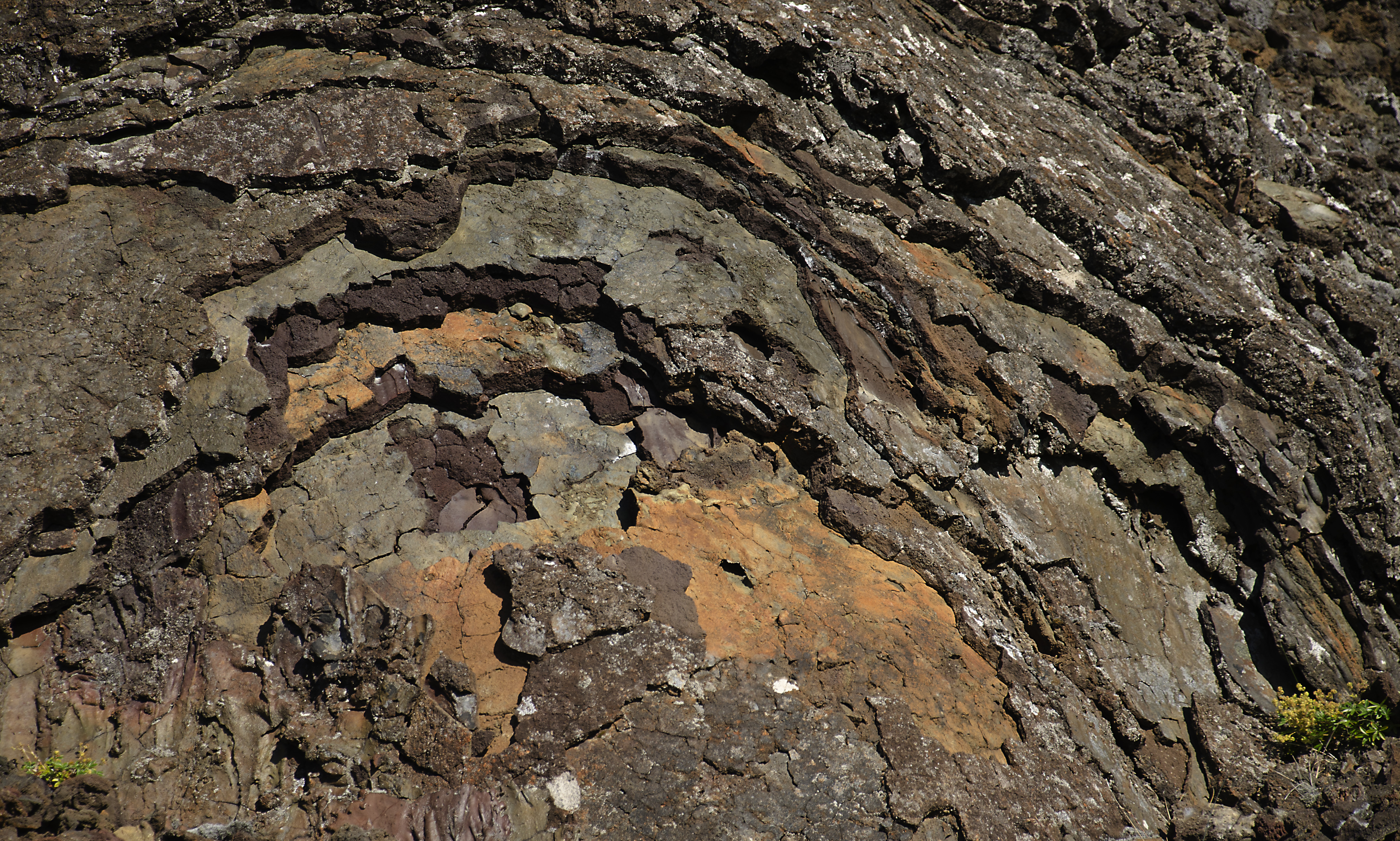
Lavaschichten am Eldborg

Der Krater Eldborg í Hnappadal  (auch: Eldborg á Mýrum) ist ein Schweißschlackenkegel (oder Lavaring) und gilt als einer der formschönsten in Island. Er liegt etwa 40 km nördlich von Borgarnes und westlich der Straße Nr. 50, die nach Snæfellsnes hinausführt auf dieser Position.  
Eldborg ist in Island eine Bezeichnung für Schweißschlackenkegel generell und heißt wörtlich übersetzt Feuerburg. 
Der Hauptkrater misst ca. 200 m im Durchmesser, ist 50 m tief und hat innen wie außen sehr steile Wände. Drei kleinere Krater liegen in der Nähe. 
Eldborg wird auch im Landnámabók erwähnt. Man glaubte im Mittelalter, dass er zur Landnahmezeit, vor ca. 1.000 Jahren, ausgebrochen sei. Dies hat sich aber als unrichtig erwiesen. Der letzte Ausbruch des Eldborg ereignete sich vor etwa 5.000 – 9.000 Jahren und schuf das Lavafeld Eldborgarhraun. Heute nimmt man an, dass die Lavafelder aus der Landnahmezeit von einem anderen Krater im Hnappadalur stammen, vermutlich vom Rauðakúla.

### Gullborg
Der Vulkankrater Gullborg liegt ca. 15 Kilometer nördlich des Eldborg in seinem eigenen Lavafeld, das weniger leicht begehbar, aber dafür mit einigen großen Höhlen ausgestattet ist, die unter Naturschutz stehen. Die längste Höhle, Borgarhellir, ist 423 m lang. Das Lavafeld ist etwa 2.000 bis 3.000 Jahre alt.
Die erste Höhle wurde erst am 28. Juli 1969 von Guðmundur Albertsson vom Hof Heggstaðir erkundet. In den nächsten Tagen fanden er und andere noch mehr Höhlen im Lavafeld Gullborgarhraun.

### Weitere vulkanische Erscheinungsformen
Zwei weitere große Krater nahe dem Zentralvulkan der Ljósufjöll tragen beide den Namen Rauðakúla. Der höhere ist (917 m) hoch, der kleinere etwa 200 m niedriger.
Zwei andere Schlackenkegel sind Syðri-Rauðamelskúla (154 m) und Ytri-Rauðamelskúla (222 m). Syðri-Rauðamelskúla steht mehr oder minder in der Mitte des Tales, Ytri-Rauðamelskúla weiter westlich nahe dem verlassenen Hof Gerðuberg. Beide können bestiegen werden. Von ihnen hat man eine schöne Sicht über das Tal und seine verschiedenen vulkanischen Formen. Die die Krater umgebenden Lavaströme sind etwa 2600 Jahre alt.
Die nahe beim Ytri-Rauðamelskúla gelegenen Basaltsäulen von Gerðuberg wurden durch vom Meer abgekühlte Lava von Kratern geschaffen, die zu diesem Vulkansystem gehören.
Nicht weit davon liegt auch eine Mineralquelle, zu der ein markierter Wanderweg führt: Rauðamelsölkelda.
Zum Talausgang hin, Richtung Borgarnes, liegt ein weiterer größerer Krater namens Barnaborg in seinem eigenen Lavafeld. Durch dieses Barnaborgarhraun führt ein weiterer markierter Wanderweg auf den Krater (Wanderparkplatz an der Straße 54).

## Geschichte
Der erste Siedler in dem Tal, das im Mittelalter Knappadalur hieß, war ein Mann, den man Þorgils knappi nannte. Nach ihm ist das Tal benannt.